# Тьосово-Нетильський
Тьосово-Нетильський (рос. Тёсово-Нетыльский) — селище в Новгородському районі Новгородської області Російської Федерації.
Населення становить 2437 осіб. Входить до складу муніципального утворення Тьосово-Нетильське сільське поселення.

## Історія
Від 2004 року входить до складу муніципального утворення Тьосово-Нетильське сільське поселення.

## Населення
| 1959 | 1970  | 1979  | 1989  | 2002  | 2009  | 2010  |
| ---- | ----- | ----- | ----- | ----- | ----- | ----- |
| 8008 | ↘6321 | ↘5040 | ↘3958 | ↘3002 | ↘2688 | ↘2437 |